# Вальденбург (Саксонія)
Вальденбург (нім. Waldenburg) — місто в Німеччині, розташоване в землі Саксонія. Входить до складу району Цвікау. Центр об'єднання громад Вальденбург.
Площа — 25,07 км2. Населення становить 4059 ос. (станом на 31 грудня 2020).

## Галерея

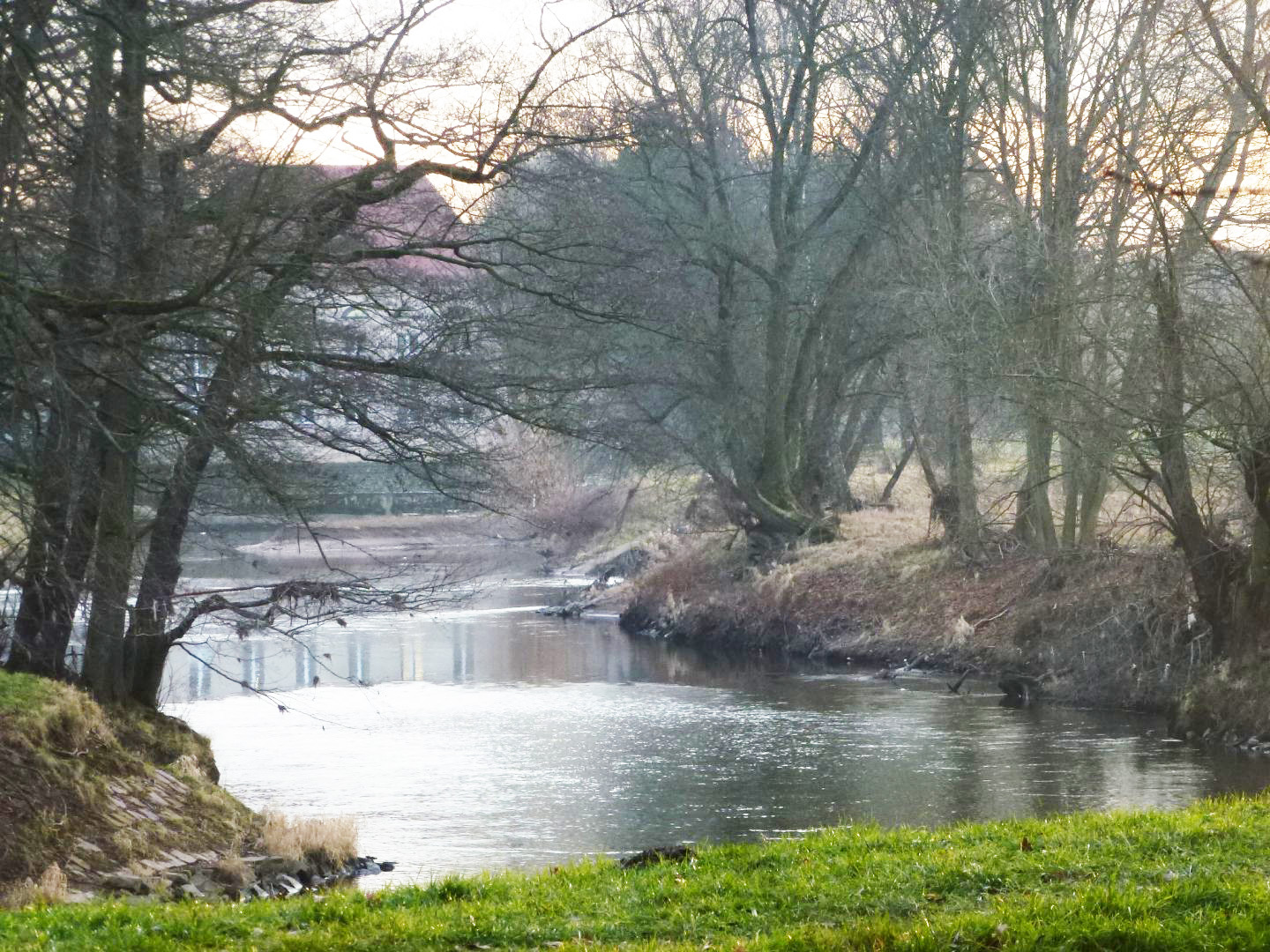
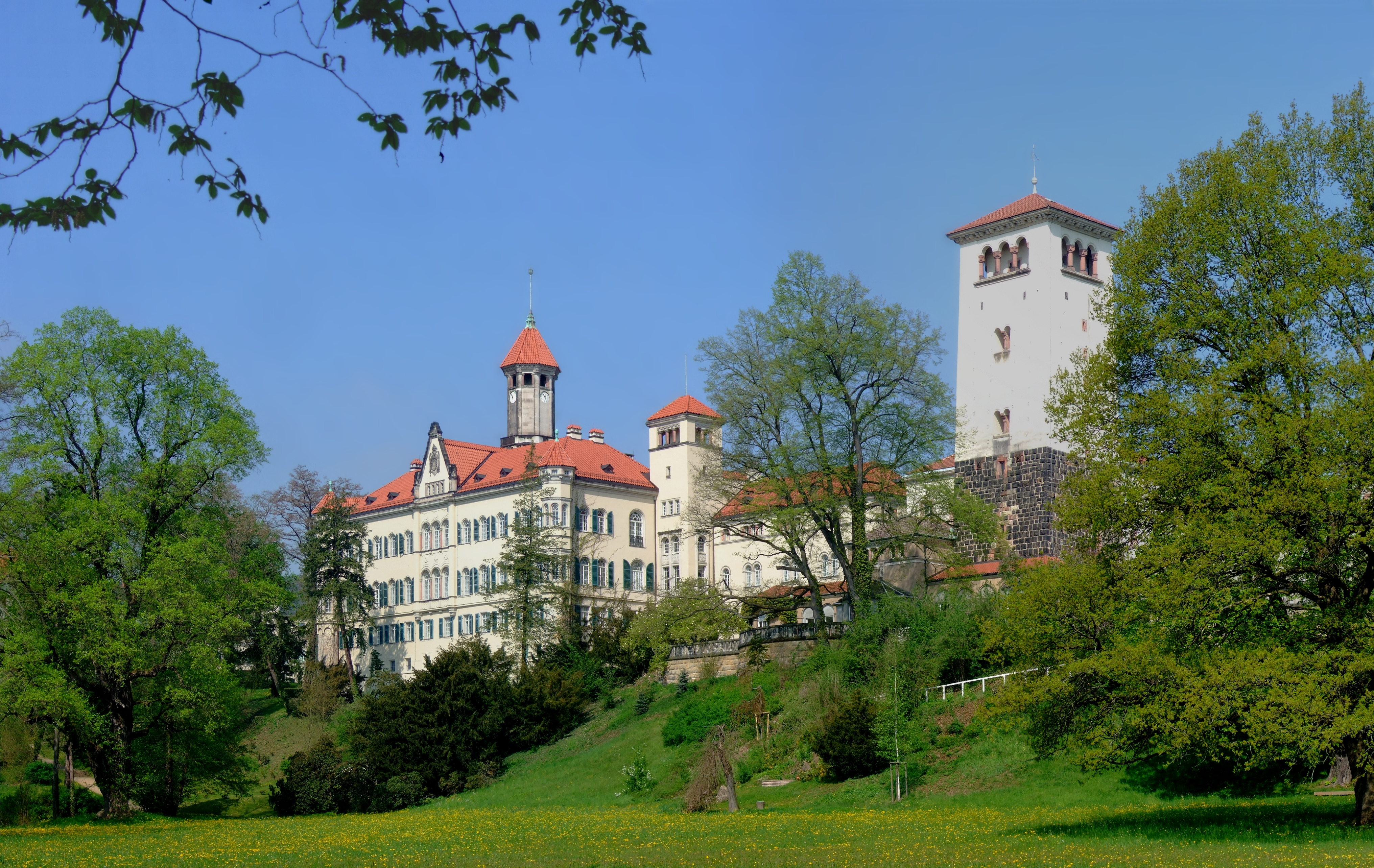
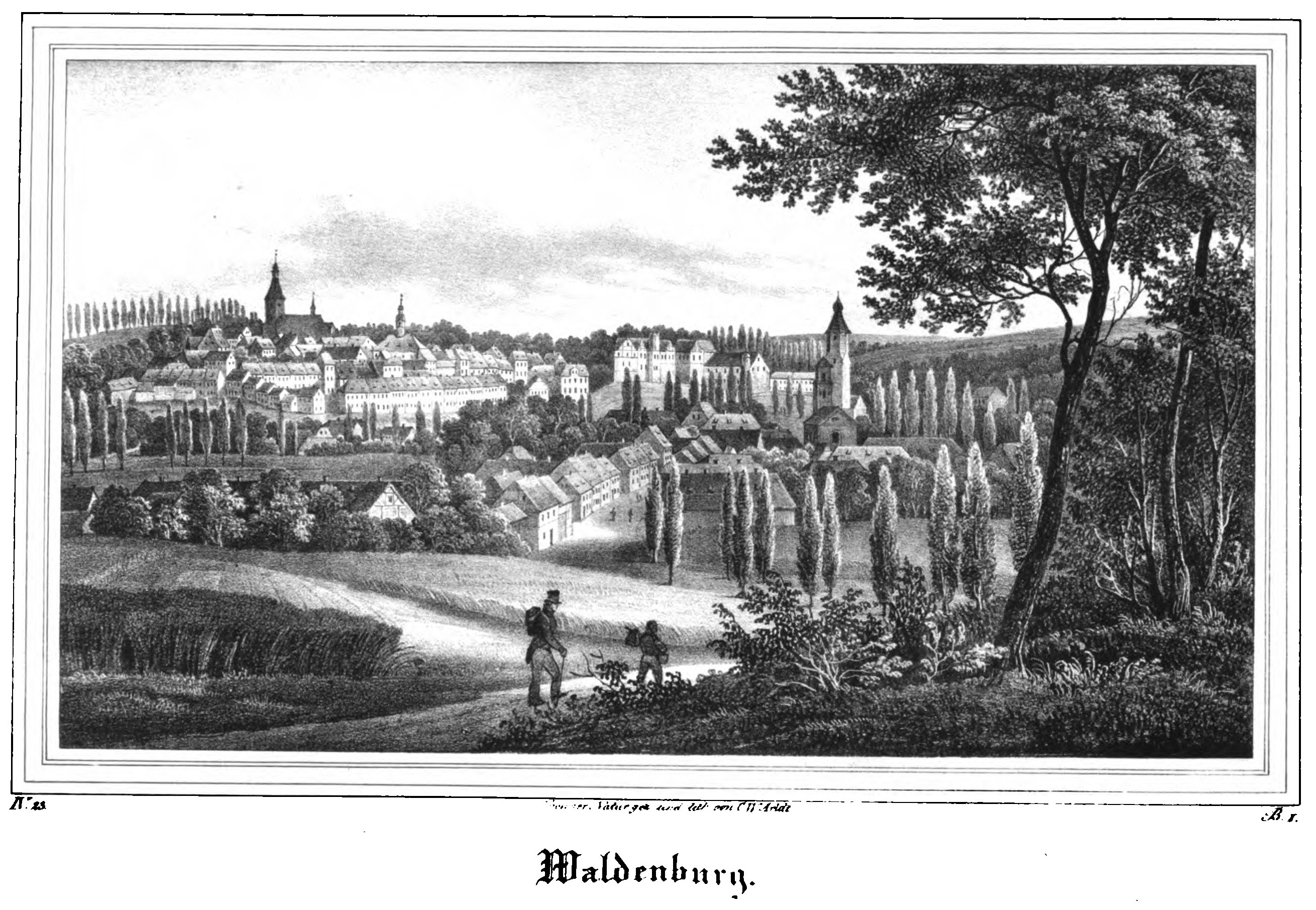
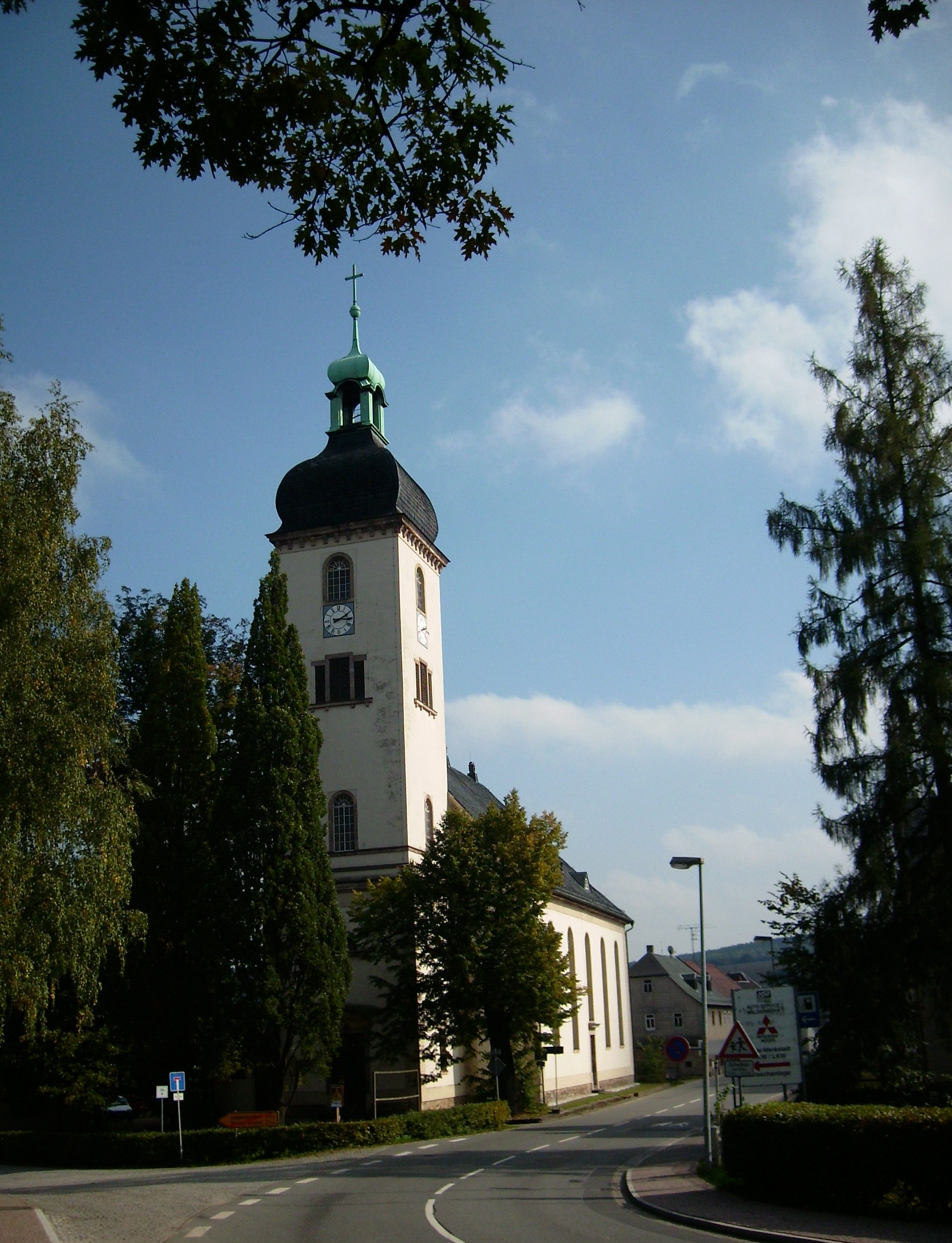
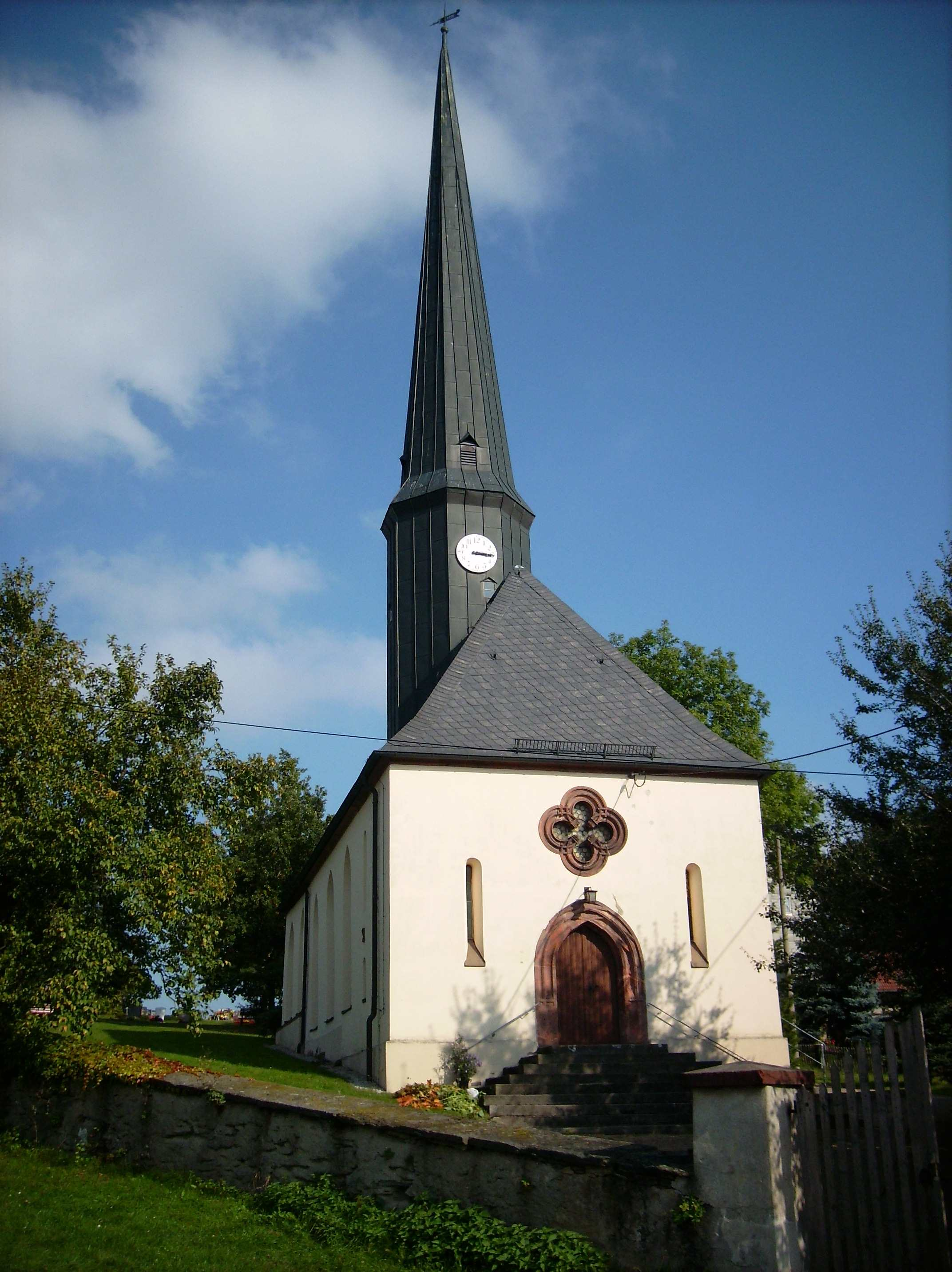
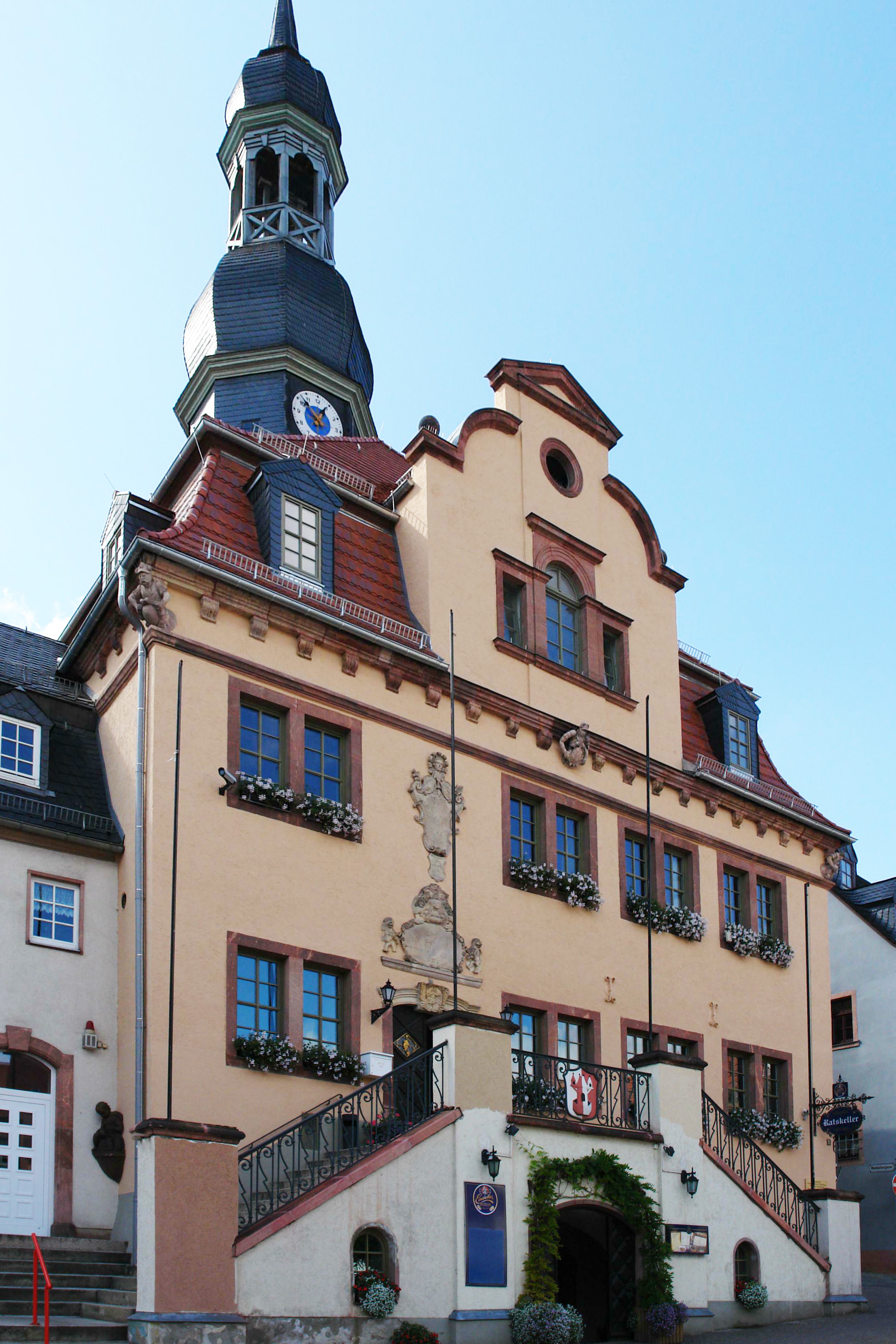

## Географія

### Адміністративний поділ
Місто складається з 7 районів:
- Вальденбург
- Дюрренульсдорф
- Франкен
- Нідервінкель
- Обервінкель
- Шлагвіц
- Швабен

## Видатні мешканці
- Альфред Редер (4 вересня 1863, Вальденбург — 25 липня 1949, Ямайка-Плейн, Бостон, Массачусетс, США) — німецько-американський ботанік, таксономіст і дендролог, який працював у дендрарії Арнольда Гарвардського університету. Вважався найкращим дендрологом свого покоління[2].